# Onthophagus ghanensis
Onthophagus ghanensis är en skalbaggsart som beskrevs av Vladimir Balthasar 1966. Onthophagus ghanensis ingår i släktet Onthophagus och familjen bladhorningar. Inga underarter finns listade i Catalogue of Life.